# Geneviève (court métrage)
Pour les articles homonymes, voir Geneviève.
Geneviève est un  film québécois, en noir et blanc, réalisé par Michel Brault, sorti en 1965.

## Synopsis
Geneviève, 17 ans, se rend en train à Québec avec sa copine Louise. Les deux jeunes filles vont y participer au Carnaval d'hiver qui se déroule dans la vieille ville. Louise y rejoint aussi Bernard, son petit ami. Mais le jeune homme flashe sur la jolie Geneviève tandis que cette dernière, bien qu'avec gêne, répond à ses avances.

## Fiche technique
- Titre : Geneviève
- Titre secondaire : Geneviève, 17 ans canadienne
- Réalisation : Michel Brault
- Scénario : Alec Pelletier
- Directeur de la photographie : Georges Dufaux
- Assistant opérateur : Jacques Leduc
- Montage : Werner Nold
- Musique originale : Maurice Blackburn
- Son direct : Marcel Carrière / Mixage : Marcel Carrière et Roger Lamoureux
- Chanson : "Si je te suis fidèle", musique et paroles de Mick Micheyl (1955), chantée dans le film par Geneviève Bujold
- Régie générale : Robert Baylis
- Producteurs délégués : André Belleau, Victor Jobin
- Société de production et de distribution : Office national du film du Canada
- Sous-titres anglais : Robert Gray, réalisés par Kinograph
- Pays d'origine : Canada
- Format : Noir et Blanc
- Procédés : 35 mm (positif & négatif), son mono
- Langue : Français
- Genre : Drame sentimental
- Durée : 28 minutes 43 secondes
- Copyright :1965 by Office national du film du Canada
- Date de sortie : 1965

## Distribution
- Geneviève Bujold : Geneviève Chapdelaine
- Louise Marleau : Louise
- Bernard Arcand : Bernard

## Autour du film
- Le tournage s'est déroulé sur une semaine de février 1964 à Québec (vieille ville, rue des Jardins, rue Saint-Louis) ainsi qu'à la Gare centrale de Montréal.
- Ce court métrage a également été exploité comme sketch dans le long métrage de 1965 "La Fleur de l'âge" (ou : "Les adolescentes)